# Gornja Bačuga
Gornja Bačuga – wieś w Chorwacji, w żupanii sisacko-moslawińskiej, w mieście Petrinja. W 2011 roku liczyła 79 mieszkańców.